# Cast of Thousands (The-Adverts-Album)
Cast of Thousands („Besetzung von Tausenden“) ist das zweite Studioalbum der britischen Musikgruppe The Adverts aus dem Jahr 1979. Es wurde von Tom Newman produziert und im November 1979 im Vereinigten Königreich von RCA Records veröffentlicht.

## Entstehungsgeschichte
Vier Musikstücke des Albums nahm die Band in den Manor Studios auf. Aus finanziellen Gründen wechselte sie danach ins Studio The Barge, das Tom Newman auf einem Hausboot im Regent’s Canal betrieb. Später wurde ein günstiges Last-Minute-Angebot in einem Studio im Londoner Stadtzentrum in Anspruch genommen und schließlich wurde die Produktion im Sommer 1979 in einem mobilen Tonstudio vor Tom Newmans Haus im Londoner Stadtteil Maida Vale fertiggestellt.
Tom Newman, der Tubular Bells von Mike Oldfield produziert hatte, vermittelte den Kontakt zu Keyboarder Tim Cross der zu Oldfields Band gehörte. Seine Beiträge zum Album spielte Cross erst spät nachts ein, als der Rest der Band das Tonstudio bereits verlassen hatte.
Die Single Television’s Over, die Ende des Jahres 1978 erschienen war, und mit der die Band ihren neuen Sound präsentiert hatte, erreichte nicht die Charts. Das Schallplattenunternehmen RCA Records, mit dem die Adverts kurze Zeit zuvor einen Vertrag abgeschlossen hatten, verlor das Interesse an der Band und verweigerte die finanzielle Unterstützung. Zudem kam es zu Konflikten zwischen den Bandmitgliedern, und es wurde immer schwieriger für sie gemeinsam aufzutreten. Am 23. Juni 1979 gaben die Adverts zum ersten Mal nach sechs Monaten in London ein Konzert um die Songs des Albums vorzustellen. Ihr neues Mitglied Tim Cross wurde unauffällig weit weg links von der Bühne geparkt. Im August 1979 verließen Howard Pickup und Rod Latter die Band. Bei der Aufzeichnung der John Peel Show bei BBC Radio 1 am 16. Oktober 1979 spielten die Brüder Rick und Paul Martinez Schlagzeug und Gitarre. Im Oktober 1979 löste sich die Band auf, kurz vor der Veröffentlichung des Albums Cast of Thousands im November 1979.

## Lieder und Titelliste
Cast of Thousands ist musikalisch völlig gegensätzlich zum Debütalbum der Adverts Crossing the Red Sea with The Adverts. Die Band veränderte ihre Dynamic und experimentierte mit verschiedenen Stilrichtungen; ein Ansatz den Produzent Tom Newman förderte.
Die ausführenden Musiker waren Frontmann T. V. Smith, der alle Musikstücke des Albums schrieb und für den Gesang zuständig war, Gaye Advert am Bass und Howard Pickup an der Gitarre. Rod Latter wirkte als Schlagzeuger in der Band seit April 1978 und war virtuoser auf seinem Instrument als sein Vorgänger.
Statt massiver E-Gitarren-Blöcke, wie im vorangegangenen Album, wurden kleine Gitarrenpassagen in die Songs eingefügt. Zudem spielte Tim Cross mit Ausnahme des Titelliedes Cast of Thousands und dem akustischen My Place in allen Musikstücken Keyboard. Weitere musikalische Unterstützung am Synthesizer im Titellied Cast of Thousands erhielt die Band von Richard Strange, der für seine ehemalige Gruppe Doctors of Madness bereits mit T. V. Smith zusammengearbeitet hatte.
Das Titellied The Cast of Thousands ist als Persiflage auf massenkompatible Musik und als Parodie auf das Image der Band gedacht: „Die amateurhafte Punkband begleitet von einem grandiosen Klavier, geballtem Chorgesang und wilden Synthesizertönen,“ wie T. V. Smith es im Begleittext zur Neuveröffentlichung des Albums im Jahr 2005 beschreibt. Der Chor besteht aus den Stimmen von Tom Newman und Oldfield Sängerin Maggie Reilly, mehrfach übereinandergelegt.
Im Song The Adverts („Werbeanzeigen“) geht es um den Einfluss der Werbung, die dich manipuliert: “Pretty soon you’ll be thinking like the adverts, spouting out the same words.” Sie verspricht gleichzeitig dein Freund zu sein. “I am not that kind, I am your friend.”
My Place („Mein Platz“) beginnt mit Fingerschnippen im Intro, enthält eingängiges Händeklatschen und akustische Gitarrenlines, die über die Melodie gelegt wurden. Television’s Over („Fernsehen ist vorbei“) hatte die Band bereits 1978 veröffentlicht, um ihre neue musikalische Richtung vorzustellen, in der Neuaufnahme von Television’s Over für das Album entfernte sich die Band noch weiter von ihrem ursprünglichen Stil und ergänzte die Instrumentierung mit Tubular Bells. Laut T. V. Smith sagt der Text aus, „dass das Abenteuer deines Lebens erst beginnt, wenn du die Variante davon aufgibst, die dir andere Menschen vorschlagen.“
Die Geschichte in Fate of Criminals („Schicksal der Verbrecher“) beruht auf einer Begebenheit in den 1970er Jahren, von der die Zeitungen berichteten. Eine Frau versuchte ihre Mutter zum Selbstmord zu überreden, um an ihr Erbe zu kommen. Die Polizei hatte mit einer Kamera durch ein Loch in der Wand ermittelt und konnte die Täterin durch Videoaufzeichnungen überführen.
Als der Song I Surrender („Ich gebe auf“) entstand, fühlte sich die Band auf dem kreativen Höhepunkt mit der Arbeit am Album. Gleichzeitig erreichte sie die Reaktion auf die ersten Singleauskoppelungen und es wurde ihr klar, dass sie nicht in der Lage sein würde, ohne die Unterstützung ihrer Fans weitermachen zu können. Diese Diskrepanz spiegelt sich im Text zum Ende des Liedes wider: “Birds of a feather drop dead together, and that’s all.”
I Will Walk you Home („Ich werde euch nach Hause bringen“) hatte T. V. Smith als letztes Lied für das Album geschrieben und es ans Ende des Verlaufs gesetzt, ohne zu wissen, dass es auch das letzte Lied sein würde, das die Band jemals gemeinsam aufnahm. Tom Newman wollte in der verdrehten Ballade eine Mandoline hören, hatte aber keine parat, so verlangsamte er das Band um die Hälfte der Geschwindigkeit und spielte stattdessen eine Gitarre.

## Singles
Von den Liedern des Albums erschien als Single im November 1978 Television’s Over. Auf der B-Seite befindet sich der Titel Back from the Dead, eine Co-Produktion von T. V. Smith und Richard Strange. Stranges Band Doctors of Madness veröffentlichte gleichzeitig eine Version des Songs auf ihrem Album Sons of Survival.
Es folgte My Place, B-Seite New Church in einer Liveversion aufgenommen im September 1978 in Köln im Stollwerck für den Film Brennende Langeweile von Wolfgang Büld, im Juni 1979, und Cast of Thousands, B-Seite I Will Walk you Home im November 1979.

## Neuauflage 2005
Im Jahr 2005 wurde das Album Cast of Thousands unter Anleitung von Jon Caffery im Monoposto Studio in Düsseldorf neu gemastert und als Doppel-CD bei The Devils Own Jukebox veröffentlicht. Die Neuauflage enthält zusätzlich den Song Television’s Over in der Singleversion und die B-Seite Back from the Dead. Zudem sind die kompletten Mitschnitte der vier Radio-Sessions bei John Peel, zu denen die Adverts geladen waren, beigefügt. Es handelt sich dabei um 16 Musikstücke. Das in schwarz-weiß gehaltene Begleitheft enthält sämtliche Liedtexte, Fotos der Bandmitgliedern und Tom Newman aus den 1970er Jahren, sowie einen Begleittext von T. V. Smith, der sich an die Entstehung des Albums erinnert und ein Review von Henry Rollins.

## Resonanz
Mit ihrer Stilveränderung in der Umgebung gut ausgebildeter Musiker konnte die Band der Erwartungshaltung der Presse nicht gerecht werden. In der Punkszene galt das Album Tubular Bells von Mike Oldfield als Feindbild, und akzeptierten The Adverts in der Umgebung von gut ausgebildeten Musikern nicht. Da sich die Band aufgelöst hatte blieben weitere Touren aus und das bei einer Band, die besonders beliebt für ihre Livekonzerte waren. Das Album wurde nicht angenommen.